# Bataille d'Uji (1184)
Pour les articles homonymes, voir Bataille d'Uji.
Guerre de Gempei
Batailles
- Uji (1re)
- Nara
- Ishibashiyama
- Fujigawa
- Sunomata
- Yahagigawa
- Hiuchi
- Kurikara
- Shinohara
- Mizushima (navale)
- Fukuryūji
- Muroyama
- Hōjūjidono
- Uji (2e)
- Awazu
- Ichi-no-Tani
- Kojima
- Yashima (navale)
- Dan-no-ura (navale)

La seconde bataille d'Uji, le 19 février 1184, est un épisode de la guerre de Gempei, et apparaît comme une version ironiquement renversée de la première bataille d'Uji qui avait ouvert la guerre.
Minamoto no Yoshinaka, voulant prendre le contrôle du clan Minamoto, avait saccagé Kyōto, brûlé le palais du Hōjūji, enlevé l'empereur retiré Go-Shirakawa et s'était proclamé Shogun. Quittant la ville par le pont sur le fleuve Uji, il détruisit celui-ci pour empêcher ses cousins de le poursuivre, comme l'avait fait Minamoto no Yorimasa quatre ans plus tôt, mais comme les forces des Taira en 1180, les cavaliers de Yoshitsune traversèrent la rivière, infligèrent une défaite à Yoshinaka, et le poursuivirent loin de la capitale. Il trouva la mort deux jours plus tard lors de la bataille d'Awazu.